# Чемпионат Азии по боксу 2021
XXXI-й чемпионат Азии по боксу 2021 года проводился в городе Дубай (ОАЭ) с 24 по 31 мая 2021 года.

## Медалисты среди мужчин
| Категория   | Золото                             | Серебро                              | Бронза                              |
| ----------- | ---------------------------------- | ------------------------------------ | ----------------------------------- |
| до 49 кг    | Нодиржон Мирзаахмедов · Узбекистан | Даниял Сабит · Казахстан             | Орхонтунгалагийн Онёболд · Монголия |
| до 49 кг    | Нодиржон Мирзаахмедов · Узбекистан | Даниял Сабит · Казахстан             | Марк Лестер Дуренс · Филиппины      |
| до 52 кг    | Шахобиддин Зоиров · Узбекистан     | Амит Пангал · Индия                  | Сакен Бибосынов · Казахстан         |
| до 52 кг    | Шахобиддин Зоиров · Узбекистан     | Амит Пангал · Индия                  | Азат Усеналиев · Кыргызстан         |
| до 56 кг    | Хархуугийн Энх-Амар · Монголия     | Миразизбек Мирзахалилов · Узбекистан | Джунмилардо Огайре · Филиппины      |
| до 56 кг    | Хархуугийн Энх-Амар · Монголия     | Миразизбек Мирзахалилов · Узбекистан | Акылбек Эсенбек Уулу · Кыргызстан   |
| до 60 кг    | Эрдэнэбатын Цэндбаатар · Монголия  | Даниал Шахбахш · Иран                | Абдумалик Халоков · Узбекистан      |
| до 60 кг    | Эрдэнэбатын Цэндбаатар · Монголия  | Даниал Шахбахш · Иран                | Вариндер Сингх · Индия              |
| до 64 кг    | Баатарсухийн Чинзориг · Монголия   | Шива Тхапа · Индия                   | Баходур Усмонов · Таджикистан       |
| до 64 кг    | Баатарсухийн Чинзориг · Монголия   | Шива Тхапа · Индия                   | Эльнур Абдураимов · Узбекистан      |
| до 69 кг    | Бобо-Усмон Батуров · Узбекистан    | Абылайхан Жусупов · Казахстан        | Викас Кришан · Индия                |
| до 69 кг    | Бобо-Усмон Батуров · Узбекистан    | Абылайхан Жусупов · Казахстан        | Баттумур Мишельт · Монголия         |
| до 75 кг    | Саиджамшид Джафаров · Узбекистан   | Абилхан Аманкул · Казахстан          | Эумир Марсьяль · Филиппины          |
| до 75 кг    | Саиджамшид Джафаров · Узбекистан   | Абилхан Аманкул · Казахстан          | Сейедшахин Мусави · Иран            |
| до 81 кг    | Дилшодбек Рузметов · Узбекистан    | Мейсам Гешлаги · Иран                | Эркин Адылбек уулу · Кыргызстан     |
| до 81 кг    | Дилшодбек Рузметов · Узбекистан    | Мейсам Гешлаги · Иран                | Шаббос Негматуллоев · Таджикистан   |
| до 91 кг    | Санджит Кумар · Индия              | Василий Левит · Казахстан            | Рустам Ырысбек уулу · Кыргызстан    |
| до 91 кг    | Санджит Кумар · Индия              | Василий Левит · Казахстан            | Санжар Турсунов · Узбекистан        |
| свыше 91 кг | Баходир Жалолов · Узбекистан       | Камшыбек Кункабаев · Казахстан       | Абдулрахман Аль-Анзи · Кувейт       |
| свыше 91 кг | Баходир Жалолов · Узбекистан       | Камшыбек Кункабаев · Казахстан       | Пурия Амири · Иран                  |

## Медалисты среди женщин
| до 48 кг |

## Распределение наград
| Место | Страна | Золото | Серебро | Бронза | Всего |
| ----- | ------ | ------ | ------- | ------ | ----- |

## Судьи
- Маджид Аббасзаде
- Акмалжон Абдуллаев
- Султан Альвали
- Набель Аль-Доссари
- Мохаммад Альксабех
- Мохамед Алькхури
- Басель Альмашджари
- Саид Альназлави
- Мохаммед Нимах Аль-Саэди
- Аболфази Америшахраби
- Нурбек Батыров
- Пирошка Богларка Беки
- Руслан Бибуев
- Рами Битар
- Жамиля Боркоева
- Сара Булель
- Арнагиренатхан Вадивель
- Эдвардо Густин
- Гани Искаков
- Надь Исмаил
- Дариус Кабве
- Ашок Каблан
- Мария Каваклиева
- Рамона Мануэла Кобзак
- Бен Макгэрригл
- Стивен Масиямбумби
- Исмаил Аббас Аббас Мостафа
- Мохамед Камаль Абдельсалам Мохамед
- Джабер Мухсен
- Фирас Сухаиль Насер Насер
- Станислав Нехватал
- Андрей Никуленко
- Джасим Джавад Нимах Нимах
- Сергей Петрунин
- Наим Рамай
- Кристи Росарио
- Хелми Сасси
- Юлия Семко
- Луди Тереза Серьялес
- Капила Хевапалендаге
- Кевин Хоуп
- Евгения Шестопалова
- Радослав Шимон
- Берна Юртсевер
- Бекжон Юсупов